# Централно Конго
Централно Конго (на френски: Kongo-Central) е една от провинциите на Демократична република Конго. Разположена е в западната част на страната и е единствената провинция, която има излаз на Атлантическия океан. Граничи с Република Конго и Ангола. Столицата на Централно Конго е град Матади. Друг голям град в провинцията е Бома. Площта на провинцията е 53 920 км², а населението, според проекция за юли 2015 г., е 5 575 000 души. Най-масово говореният език в провинцията е езикът Конго (Киконго).